# 大府郵便局
大府郵便局（おおぶゆうびんきょく）は愛知県大府市にある郵便局。民営化前の分類では集配普通郵便局であった。

## 概要
- 住所：〒474-8799 愛知県大府市中央町6-118-1

## 沿革
- 1889年（明治22年）4月1日 - 大符郵便局（三等）として開設[1]。
- 1890年（明治23年）4月1日 - 大府郵便局に改称。同年11月21日より為替・貯金取扱を開始。
- 1963年（昭和38年）6月26日 - 特定郵便局から普通郵便局に局種別改定[2]。
- 1963年（昭和38年）9月1日 - 電話交換事務および和文電報配達事務を大府電報電話局に移管。
- 1985年（昭和60年）10月28日 - 大府市中央町二丁目から同市大府町向畑に移転。
- 1999年（平成11年） - 外国通貨の両替および旅行小切手の売買に関する業務取扱を開始。
- 2007年（平成19年）10月1日 - 民営化に伴い、併設された郵便事業大府支店に一部業務を移管。
- 2012年（平成24年）10月1日 - 日本郵便株式会社発足に伴い、郵便事業大府支店を大府郵便局に統合。

## 取扱内容
- 郵便、印紙、ゆうパック、内容証明
- 貯金、為替、振替、振込、国際送金、外貨両替・トラベラーズチェック、国債、投資信託
- 生命保険、バイク自賠責保険、自動車保険、がん保険、引受条件緩和型医療保険
- ゆうちょ銀行ATM
- 「474-00xx」区域（大府市の全域）の集配業務
- ゆうゆう窓口

## 周辺
- 大府市役所
- 大倉会館（大府市中央図書館、大府市歴史民俗資料館、大府児童老人福祉センター）
- 大倉公園
- 愛知県立桃陵高等学校
- 大府市立大府小学校
- 大府保育園
- 国道155号

## アクセス
- JR東海道本線・武豊線 大府駅より徒歩で約8分。
- 大府市循環バス（ふれあいバス）東コース「大府郵便局」停留所下車。
- 知多半島道路 大府東海ICから東へ約5km。
- 駐車場あり：20台